# IS Göta
För andra betydelser, se Göta.
IS Göta, Idrottssällskapet Göta, är en idrottsförening i Helsingborg, bildad 1898. Föreningens nuvarande verksamhet består av fyra sektioner, indelat i bowling, löpning/triathlon, inlines och tennis. Klubbens tennissektion är inhyst i Götahallen, medan bowlingsektionen tränar på Olympia Bowling i Idrottens hus. Götas löparsektion håller under sommarmånaderna till på Hedens IP tillsammans med rivalerna IFK Helsingborg, samt Pålsjö skog och Idrottens hus.

## Historik
Föreningen har sina rötter i en ännu äldre förening, kallad "Gamla Göta", som bildats 1896. Ursprungligen var föreningen en renodlad friidrottsförening med fokus på allmän idrott för män, men år 1931 breddades föreningen med en kvinnosektion. Under sin ungdom var föreningens hemmaarena idrottsplatsen Olympia, som vid denna tid hade löparbanor, men numera är en renodlad fotbollsarena. Man var även delägare i företaget som drev arenan, Olympia AB, fram till 1941, då Olympia övertogs av Helsingborgs kommun.
Huvudverksamheten har i IS Göta alltid varit friidrotten och man har bland annat fostrat svenska mästaren i 800 meter, Hans Liljekvist, samt medeldistanslöparen Tage Ekfeldt. Dock har flera andra sporter har under åren ingått i föreningen. Redan 1924 utökades verksamheten med en bandysektion, som 1950 ombildades till ishockey. Denna del drevs fram till 1977 då Helsingborgs Hockeyklubb bildades och verksamheten i IS Göta lades ner. Året efter att bandysektionen bildats, 1925, skapades både en tennissektion och en handbollssektion. Tennissektionen är numera föreningens näst största del efter friidrotten, och har bland annat fostrat det unga löftet Daniel Berta. Handbollssektionen nådde sin höjdpunkt under 1960-talet, vilket kröntes med SM-guld för herrar genom att vinna allsvenskan 1965/1966. Handbollsherrarna ligger på 36:e plats i maratontabellen, men verksamheten lades ner 1981. År 1930 skapades en gångsektion, som dock lades ner 1957, samma år som bowlingsektionen bildades. Den nyaste sektionen är den för inlinesåkning, som bildades 1999.
IS Götas löparsektion är dominerande i Skåne vad gäller medel och långdistanslöpning, samt tongivande i Sverige. Stadsloppet i Helsingborg, Springtime, är under senare år väldigt beroende av Götas deltagande då de har över 60 anmälda löpare. Under 2020 hade klubben även framgångar på nationell elitnivå genom Samuel Russom från Eritrea. Han kom till IS Göta våren 2018 och gjorde under hösten under 35 minuter på milen. Därefter gick utvecklingen brant uppåt och 2020 blev det SM-guld i halvmaraton, tre SM-silver (10km, 10km terräng och maraton) och ett brons på 10000m samt vinst i Lidingöloppet 15km med nytt banrekord. Samuel satsar vidare i Hässelby SK från och med 2020-11-15.